# Justin Quiles
Justin Rafael Quiles Rivera (Bridgeport, 29 marzo 1990) è un cantante statunitense.

## Biografia
Nato a Bridgeport da genitori portoricani, è cresciuto fino all'età di 15 anni a Puerto Rico. Salito alla ribalta nel 2016 con l'uscita del primo album in studio, classificatosi 2º nella Top Latin Albums statunitense, ha firmato un contratto discografico con la divisione latina della Warner Music Group nel corso dell'anno seguente e gli ha valso una candidatura al Premio Juventud come Miglior artista rivelazione. Due anni dopo si è snodata la sua prima tournée in Europa e ha visto la sua prima top five nella Top 100 Canciones spagnola grazie a Mujeres, certificata doppio platino per oltre 80 000 unità di vendita dalla Productores de Música de España.
Realidad, il secondo disco dell'artista, è uscito nel 2019 e ha prodotto il brano di moderato successo No quiero amarte, che ha ricevuto una certificazione di platino sia dalla PROMUSICAE sia dalla Recording Industry Association of America. Quest'ultimo ente ha certificato altre 1 900 000 vendite dell'artista in suolo statunitense. Nello stesso anno è stata messa in commercio Porfa, una collaborazione con Feid candidata ai Latin Grammy come Miglior interpretazione reggaeton, che si è posta in top five in Argentina, Colombia e Spagna.
Il 19 agosto 2021 è stato reso disponibile il terzo album La última promesa, che ha esordito alla 4ª posizione nella Top Albumes spagnola. Il progetto è stato trainato da Loco, che ha valso al cantante la sua prima entrata nella Top Singoli, conseguendo una certificazione di platino dalla Federazione Industria Musicale Italiana con oltre 70 000 unità totalizzate.
Nell'agosto 2024 è avvenuta la pubblicazione di Permanente, quarto progetto in studio.

## Discografia

### Album in studio
- 2016 – La promesa
- 2019 – Realidad
- 2021 – La última promesa
- 2024 – Permanente

### EP
- 2015 – Carpe diem
- 2016 – JQMiliano

### Mixtape
- 2016 – Imperio Nazza: Justin Quiles Edition (con Los de la Nazza)

### Singoli
- 2011 – La nena mia
- 2011 – Una nueva vida
- 2012 – A punto de estrellar (con Divino)
- 2012 – Puteria
- 2012 – Quien por ti
- 2013 – Aumentan mis deseos
- 2013 – Somos amantes
- 2013 – Despidida inesperada
- 2013 – Preciosura
- 2013 – Pude olvidarte
- 2013 – Que retumbe el bajo
- 2013 – No te necesito
- 2013 – Detras de ti
- 2013 – Una nota
- 2013 – Se hizo de noche
- 2013 – Yo me imagino
- 2013 – Algo contigo
- 2014 – Orgullo
- 2014 – Me la lleve (feat. Juno the Hitmaker)
- 2014 – Tienes miedo
- 2014 – Esta noche
- 2014 – María
- 2014 – Mi maldición
- 2014 – Rabia
- 2014 – Sin tu amor
- 2014 – No la toques
- 2014 – Nos envidian
- 2014 – Sustancia
- 2014 – Dos locos
- 2015 – Me curare
- 2015 – Partysera mala
- 2016 – Si ella quisiera
- 2016 – Desaparecida
- 2016 – Lo perdona
- 2016 – Otra liga
- 2016 – Original me salió
- 2016 – Ella baila
- 2016 – Culpable
- 2017 – Crecia (con Bad Bunny e Almighty)
- 2017 – Cuestión de tiempo (feat. Jory Boy)
- 2017 – Tu pollo (con Sech)
- 2017 – Romance (con Nacho)
- 2018 – Donde estás (con Nyno Vargas)
- 2018 – Media hora (con Ez el Ezeta, Farruko e Miky Woodz)
- 2018 – Tócate toda (con Jacob Forever)
- 2018 – Hora loca (con DJ Africa e Jencarlos)
- 2018 – Me frontió (con Alex Rose, Dímelo Flow e Gigolo y la Exce)
- 2018 – Si tú (con Rels B)
- 2018 – Me gustaría (con Sech, Jowell & Randy e Dímelo Flow)
- 2019 – Cristina (con Maffio, Nacho e Shelow Shaq)
- 2019 – Solo pienso en ti (con Paulo Londra e De La Ghetto)
- 2019 – Sola (con Leslie Grace e i Play-N-Skillz)
- 2019 – Baila riddim (con IAmChino, Farruko e Quimico Ultra Mega)
- 2019 – Loco por verte (con Los Hitmen e Lenny Tavárez)
- 2019 – Porfa (con Feid)
- 2020 – La pared 360 (con Lenny Tavárez)
- 2020 – Cuando amanezca (con Nibal, Danny Ocean e Feid)
- 2020 – Pam (con Daddy Yankee e El Alfa)
- 2020 – IFear (con Chris Marshall e Kizz Daniel)
- 2020 – Sativa (con Gigolo y la Exce)
- 2020 – Jeans
- 2020 – Tussi (con Arcángel, Eladio Carrión e De La Ghetto)
- 2020 – Ponte pa' mi
- 2020 – Boom boom (con Kenai e Nacho)
- 2021 – Cuántas veces (con Danny Ocean)
- 2021 – Como si nah (con Arcángel, Dalex e Kevvo)
- 2021 – Todos perreando (con Nio García, El Coyote the Show e De La Ghetto)
- 2021 – Conexión (con Foreign Track e Jay Wheeler feat. Bryant Myers, Eladio Carrión & Tory Lanez)
- 2021 – Loco (con Chimbala e Zion & Lennox)
- 2021 – Dime dónde (con Cazzu)
- 2021 – Unfollow (con Duki e Bizarrap)
- 2021 – Colorín colorado
- 2022 – Regresé (con Sebastián Yatra e L-Gante)
- 2022 – Romance (con Fred De Palma)
- 2022 – Mírate bien (con Ryan Castro e Symon Dice)
- 2022 – Te veré (con Alex Sensation)
- 2022 – Aeiou (con Robin Schulz)
- 2022 – Fuego forestal
- 2022 – La esquina del mall (con Carín León)
- 2022 – Alegría
- 2022 – Sin perse (con Jory Boy)
- 2023 – Whiskey y coco (con Myke Towers)
- 2023 – La hora y el día (con Daddy Yankee e Dalex)
- 2023 – En bajita (con Natti Natasha e Omar Courtz)
- 2023 – Hola (con Maikel Delacalle)
- 2023 – Wazap (con Yng Lvcas)
- 2023 – Fiesta loca (con El Alfa)
- 2023 – La verde
- 2023 – La manzana
- 2023 – Te perdió
- 2023 – Inestable
- 2024 – Faldas y gistros (con Lenny Tavárez e Anitta)
- 2024 – Su gato
- 2024 – Boom boom (con Rawayana)